# Pająk z góry Katsuragi
Pająk z góry Katsuragi – powieść Waldemara Dziaka i Mirosława Bujki wydana w 2009 roku.

## Opis fabuły
Akcja powieści toczy się w Japonii w roku 1998. Podczas morskiej wyprawy dwójki przyrodniego rodzeństwa Ai i Yumy, piętnastoletnia Aya zostaje pomyłkowo porwana przez służby wywiadowcze Korei Północnej. Yuma aby ją odnaleźć wstępuje do japońskich służb specjalnych. Po upływie dziesięciu lat spotykają się znów, tym razem w nie mniej dramatycznych okolicznościach...
Powieść Mirosława Bujki i Waldemara Dziaka napisana została na podstawie materiałów dokumentujących reżim Kim Dzong Ila.